# Cryptocephalus boreoindicus
Cryptocephalus boreoindicus – gatunek z rzędu chrząszczy z rodziny stonkowatych (Chrysomelidae). Gatunek po raz pierwszy został naukowo opisany w 1995 roku przez Igora Łopatina. Występuje w Nepalu.